# Чиста культура
У біології, чиста культура — популяція клітин, що походить від єдиної клітини. Чисті культури отримують працюючи в стерильних умовах, шляхом вирощування ізольованих колоній мікроорганізмів, зазвичай у чашці Петрі. Чашка Петрі повинна містити відповідні поживні речовини для даного мікроорганізму. Початковий зразок розбавляється прогресивно, використовуючи різні методи, щоб зрештою отримати деякі області чашки Петрі з окремими клітинами. Чашка Петрі тримається у відповідних умовах достатньо довго, щоб з'явилися видимі ізольовані колонії.